# Lourenço de Almada, 9.º conde de Avranches
Lourenço de Almada (1645[carece de fontes?] — 2 de maio de 1729), (9.º conde de Avranches) (12º senhor dos Lagares d' El-Rei) (7.º senhor de Pombalinho), entre vários lugares oficiais de grande responsabilidade, teve especial relevo como administrador colonial de Portugal.
No Brasil, onde foi governador-geral, foi dado o seu nome à Rua Lourenço de Almada, no bairro de Vila Alto de Santo André, na cidade de Santo André, e à Rua Dom Lourenço de Almada, no bairro Portal do Patrimonium, no município de Caraguatatuba, ambos em São Paulo (estado).
Foi igualmente fidalgo do Conselho, deputado da Junta dos Três Estados, ainda foi presidente da Junta do Comércio e, porque esta última foi temporariamente extinta em 1720, finalmente, nessa altura assume a coordenação do Conselho da Fazenda.

## Biografia
Teve a comenda de S. Vicente de Vimioso e recebe também a alcaidaria-mor e comenda de Proença-a-Velha, da Ordem de Cristo, em 1675, por o seu avô materno (anterior alcaide e comendador) ter fugido para Castela quando tomou partido de Filipe III. Essa função e privilégio será continuado pelos primogénitos da sua descendência até à implantação do liberalismo em Portugal.
Terá tido um papel importante no seio da vida social da Igreja Católica pois a primeira irmandade ou confraria que houve em Condeixa-a-Nova (onde a família Almada tinha casa), a das Almas fundada em 19 de Novembro de 1679, ele foi o primeiro juiz da mesma. Igualmente, segundo o Agiologio Lusitano, terá sido o 193º provedor da Santa Casa da Misericórdia de Lisboa.
Será incumbido da função de Mestre-sala da Casa Real, em  22 de outubro de 1696  (cargo oficial que se manteve na sua família directa, por varonia, hereditário durante seis gerações), ao serviço dos reis Pedro II e João V-
Foi um dos nomeados em Santarém para acompanhar D. Pedro II na 1.ª fase da Guerra de Sucessão de Espanha, a favor de Carlos de Áustria.
Ocupou igualmente e respectivamente os lugares de capitão-general da Ilha da Madeira e governador-geral de Angola e do Brasil.
Como governador da Madeira foi nomeado em 4 de Agosto de 1687 e tomou posse a 13 de Abril de 1688.
Na vigência da governação desta ilha, foi completada a fortificação da frente mar da cidade e construíram um portão dentro do gosto maneirista internacional – o chamado Portão dos Varadouros, onde, no ano de 1689, foi mandada colocar uma inscrição em latim, que se pode traduzir por “Cada um dos antecedentes governadores debalde se esforçou por concluir estas muralhas; ao Senhor Lourenço de Almada estava reservada a satisfação da sua conclusão”. Refere o provedor Ambrósio Vieira de Andrade, em certidão de 30 de setembro de 1690, que o governador “fez findar a muralha com toda a perfeição, brevidade e comunidade”.
A tomada de posse do lugar de governação do reino de Angola deu-se em 20 de Novembro de 1705. Nessa altura terá mandado fazer várias melhorias na sua defesa nomeadamente na Fortaleza de São Miguel de Luanda e na Sé de Luanda. Conta-nos João Carlos Feo e Torres que D. Lourenço governou, até 4 de Outubro de 1709, com grande prudência e integridade. Sendo tal confirmado por ofício passado pelos oficiais à sua responsabilidade nessa governação e por um sindicato feito posteriormente.
A par do exercício de governador, envolveu-se igualmente no rendoso negócio do álcool para África.
Fazendo jus ao seu bom exercício na referida missão régia ultramarina, para o Reino de Portugal, em 26 de Novembro de 1709, o rei escrevia-lhe a convidá-lo a governar "temporariamente" a "capitania geral do Estado do Brazil" "debaixo do mesmo preito e homenagem" que a anterior.
No mesmo dia mandava outra carta oficial ao anterior governador, Luiz César de Menezes, dispensando-o das suas funções e a entregá-las a D. Lourenço.
Durante sua estadia terá contribuído com várias obras militares, entre elas o Reduto do Rio Vermelho e o Forte de São Lourenço da Ilha de Itaparica, ambos a Bahia, tendo a este último sido dado o mome de São Lourenço em sua homenagem.
Embora assim fosse, teve pouca sorte no Brasil porque nessa altura, apenas ele chegou a Pernambuco, começaram as revoltas dos moradores do Recife, chamada Guerra dos Mascates, protegidos pelo governador Sebastião de Castro, que queriam que a sua povoação fosse elevada a vila. E mal tinha tudo acalmado recebeu a notícia de que um corsário francês, Duguay-Trouin, tomara e saqueara o Rio de Janeiro, querendo vingar a derrota que tempos antes sofrera aí uma expedição francesa comandada por Du Clerc. O mais grave é que este, exigiu para resgate dos edifícios que poupava, uma quantia exorbitante e a que D. Lourenço se viu obrigado a pagar. Tudo isso deve ter sido demasiado para ele porque, apenas um ano depois da sua governação, em 1711, pediu a demissão. Ainda continuou vivendo na Baía, sem qualquer função de estado, mas, no seu azar, viu-se envolvido noutros confrontos sem o desejar que achou por bem retirar-se definitivamente para Portugal continental.
Segundo conta António Caetano de Sousa, no início de Setembro de 1687, ao referir-se aos festejos do casamento de D. Pedro II de Portugal com D. Maria Sofia Isabel de Neuburgo diz que D. Lourenço será um dos cavaleiros tauromáquicos que actuará neles. Tendo-lhe calhado essa sorte o segundo dia, dos três que eles decorreram, e nos outros actuaram D. Luís Manuel de Távora, conde de Atalaia e D. Cristóvão Manuel de Vilhena, conde de Vila Flor, respectivamente.

## Dados genealógicos
Lourenço de Almada, nasceu em 1645 e faleceu em 2 de Maio de 1729. Sepultado no dia seguinte, na capela de São Fulgêncio, na Igreja da Graça (Lisboa), tal como seus antepassados desde o tempo de Lopo Soares de Alvarenga.
Filho de:
- Luís de Almada, 11.º senhor dos Lagares d' El-Rei, 6.º senhor de Pombalinho, e da sua 2.ª mulher, casado em 1625, Luisa de Menezes filha de Francisco de Menezes, comendador de Proença-a-Velha, veador e reposteiro-mor da casa de El-Rei, e de sua mulher Filipa de Menezes filha de Cristóvão de Almada, senhor da vila de Carvalhais, Ílhavo e Verdemilho.

Casado, em 28 de outubro de 1671, com:
- Catarina Henriques (1646 - Lisboa, 16 de Maio de 1721[27]), dama do Paço (da Rainha Maria Francisca Isabel de Sabóia), irmã do vice-rei da Índia Pedro de Almeida, 1.º Conde de Assumar, ambos filhos de João de Almeida, o formoso,[28] vedor da Casa Real, comendador de Loures e alcaide-mor de Alcobaça, e de Violante Henriques, irmã de D. Tomás de Noronha, 3.º conde dos Arcos.[12]

Tiveram:
- Luis José de Almada, 10.º conde de Avranches, 8.º senhor de Pombalinho, em 1670, casado com Francisca Josefa de Tavora e depois com D. Violante de Portugal.
- João António de Almada[29] moço fidalgo,[30] formado de Cânones pela Universidade de Coimbra, cónego da Sé de Lisboa, familiar do Santo Ofício[31] e cavaleiro da Ordem de Cristo.[32] Nasceu em 1677 e morreu em 25 de Julho de 1725.[33]
- Violante de Almada Henriques, Dama do Paço,[34] dama da rainha D.ª Sofia e aia do infante D. João futuro D. João V, casou no ano de 1692[28] com Tristão de Mendoça e Albuquerque, comendador de Avanca, Mestre de Campo do Terço de Setúbal e Comissário da Cavalaria.[35]
- Luísa Maria de Menezes,[36] dama do Paço da mesma rainha e aia do infante D. Francisco Xavier,[28] casada, a 19 de Maio de 1698, com João Gonçalves da Câmara Coutinho (nascido a 7 de maio de 1675), que sucedeu a casa de seu pai, Almotacé-mor do Reino e na Ordem de Cristo comendador de Santiago de Ronfe, de São Miguel de Bobadela e São Salvador de Maiorca, todas na Ordem de Cristo,[37][38] filho de António Luís da Câmara Aguiar Coutinho, governador de Pernambuco, da Baía, no Brasil e Vice-Rei da Índia, e que teve o ofício de almotacel-mor por ser de seu padrasto Francisco de Faria.[39] Falecida a 8 de Abril de 1723.[38]
- Joana Maria de Portugal ( - 18 de Março de 1713) casada, em Fevereiro de 1702, com o viúvo João Pedro Soares de Noronha Coutinho do Avelar Taveira ou simplesmente João Pedro Soares, familiar do Santo Ofício,[40] provedor de Alfandega de Lisboa, filho de Diogo Soares da Veiga do Avelar Taveira e D. Antónia de Noronha,[41] filha de D. Pedro Coutinho, senhor de Almourol, e de D. Mécia de Noronha. Sem geração.[42]
- Isabel do Nascimento, freira no Mosteiro da Esperança de Lisboa.[43]
- Maria Vitória, freira no Mosteiro da Esperança de Lisboa.[43]
- Antão de Almada, natural de Lisboa, que obteve o estatuto de moço fidalgo por alvará de 3 de Agosto de 1689 e de fidalgo escudeiro no dia 4 do mesmo mês e ano,[44] que morreu menino.[28]
- Francisco de Almada, que morreu menino.[45]

## Dados bibliográficos
- António Caetano de Sousa, «Memorias Históricas e Genealógicas dos Grandes de Portugal», Officina de Antonio Isidoro da Fonseca, Lisboa, 1742.
- Padre Fernando Augusto da Silva e Carlos Azevedo de Menêses, Elucidário Madeirence, 2.º Volume, pág. 191 e 888.
- Noticias para a Historia e Geografia das Nações Ultramarinas, Tomo III parte I, Academia Real das Ciências, Lisboa, 1825, pág. 405-406.
- João Carlos Feo Cardoso de Castello Branco e Torres, «Memórias contendo a biographia do vice almirante Luiz da Motta Feo e Torres: a história dos governadores e capitaens generaes de Angola, desde 1575 até 1825, e a descripção geographica e política dos reinos de Angola e de Benguella», edição Fantin, Pariz, 1825, pág. 229-230.
- Esteves Pereira e Guilherme Rodrigues, «Portugal Diccionario Historico, Chorographico, Heraldico, Biographico, Bibliographico, Numismatico e Artistico», Volume I, João Romano Torres — Editor, Lisboa, 1904
- António Carvalho da Costa, Corografia portugueza e descripçam topografica do famoso Reyno de Portugal, na Off. de Valentim da Costa Deslandes, 1708, pág. 61.
- Felgueiras Gayo, «Nobiliário de Famílias de Portugal», Braga, 1938-1941, Tomo II p. 37 ("Almadas")